# Liste von Musiklabels/E

## E
| Name Musiklabel                    | Land                                        | Sitz                   | Gründer                                                            | Jahr-Von            | Jahr-Bis  | Labelcode | Website            | Mutterlabel | Details |
| ---------------------------------- | ------------------------------------------- | ---------------------- | ------------------------------------------------------------------ | ------------------- | --------- | --------- | ------------------ | --- | --- |
| E-Magine Records                   | Vereinigte Staaten                          |                        | Christoph Rücker                                                   |                     |           |           |                    | | |
| E1 Music                           | Vereinigte Staaten                          |                        | Michael Koch                                                       | 2009                |           |           |                    | Entertainment One | |
| E.G. Records                       | Vereinigtes Königreich                      |                        | David Enthoven und John Gaydon                                     | 1969                | 1996      |           |                    | | |
| Eagle Records                      | Vereinigtes Königreich                      |                        |                                                                    |                     |           |           |                    | Eagle Rock Entertainment | |
| Eagle Rock Entertainment           | Vereinigtes Königreich                      |                        | Terry Shand, Geoff Kempin und Julian Paul                          | 1997                |           |           |                    | Universal Music Group | |
| Eagle Rock Records                 | Vereinigtes Königreich                      |                        |                                                                    |                     |           |           |                    | Eagle Rock Entertainment | |
| Ear Music                          | Deutschland                                 | Hamburg                |                                                                    |                     |           | LC 36979  | Website            | Edel Germany GmbH | |
| Earache Records                    | Vereinigtes Königreich                      |                        | Digby „Dig“ Pearson                                                | 1985                |           |           |                    | | |
| Eardrum Records                    | Vereinigte Staaten                          |                        | George Carlin                                                      | 1986                |           |           |                    | | |
| Early Records                      | Vereinigtes Königreich                      |                        | Nicolette Love Suwoton                                             | 1999                |           |           |                    | | |
| EarMarc Records                    | Vereinigte Staaten                          |                        | Paul Simon                                                         | 1979                |           |           |                    | Casablanca Record & FilmWorks | |
| Earthly Delights                   | Vereinigtes Königreich                      |                        | Nigel Ayers                                                        | 1986                |           |           |                    | | |
| Earth AD                           | Deutschland                                 | München                | Christian Huber                                                    | 1995                | 2005      | LC 02886  |                    | Chiller Lounge Records | |
| Earth Hertz Records                | Vereinigte Staaten                          |                        | Robert Xeno                                                        | 2007                |           |           |                    | | |
| Earwig Music Company               | Vereinigte Staaten                          |                        | Michael Frank                                                      | 1978                |           |           |                    | | |
| East Meets West Music              | Vereinigte Staaten                          |                        | The Ravi Shankar Foundation                                        | 2010                |           |           |                    | | |
| East Side Digital                  | Vereinigte Staaten                          |                        | Rob Simonds                                                        | 1981                |           |           |                    | NorthSide | |
| East Side Records                  | Deutschland                                 |                        |                                                                    | 1997                |           |           |                    | | |
| East West Records                  | Vereinigtes Königreich                      |                        |                                                                    | 1955                |           |           |                    | Warner Music Group | |
| Eastern Conference Records         | Vereinigte Staaten                          |                        | Mr. Eon                                                            | 1996                |           |           |                    | | |
| Eastlawn Records                   | Vereinigte Staaten                          |                        | RJ Spangler, Frank Traum                                           | 1990                |           |           |                    | | |
| EatUrMusic                         | Vereinigte Staaten                          |                        | Daron Malakian                                                     |                     |           |           |                    | | |
| EBUL                               | Vereinigtes Königreich                      |                        | Pete Waterman                                                      |                     |           |           |                    | Pete Waterman Ltd and Jive/Zomba | |
| Ebullition Records                 | Vereinigte Staaten                          |                        | Kent McClard                                                       | 1990                |           |           |                    | | |
| Echo Records                       | Vereinigtes Königreich                      |                        | Chrysalis Group                                                    | 1994                |           |           |                    | BMG Rights Management | |
| Echte Musik (Label)                | Deutschland                                 |                        | Samson Jones, Andre „Chan“ Rick                                    | 2008                | 2011      |           |                    | | |
| Eclipse Records                    | Vereinigte Staaten                          |                        | Ed Hardy                                                           |                     |           |           |                    | | |
| ECM Records                        | Deutschland                                 |                        | Manfred Eicher, Manfred Scheffner und Karl Egger                   | 1969                |           |           |                    | | |
| Ecstatic Peace!                    | Vereinigte Staaten                          |                        | Thurston Moore                                                     | 1981                |           |           |                    | | |
| Ecstatic Yod                       | Vereinigte Staaten                          |                        | Byron Coley                                                        |                     |           |           |                    | | |
| Ed Banger Records                  | Frankreich                                  |                        | Busy P                                                             | 2002                |           |           |                    | | |
| Edel SE                            | Deutschland                                 |                        | Michael Haentjes                                                   | 1986                |           |           |                    | | |
| Edel-Mega Records                  | Dänemark                                    |                        |                                                                    | 1983                |           |           |                    | | |
| Edelweiss Emission                 | Schweiz                                     |                        |                                                                    | 1989                |           |           |                    | | |
| Edison Records                     | Vereinigte Staaten                          |                        | Thomas Edison, Jesse H. Lippincott                                 | 1888                | 1929      |           |                    | Thomas A. Edison, Inc. | |
| Edition Lilac                      | Vereinigte Staaten                          |                        |                                                                    | 2004                |           |           |                    | | |
| Edition Red                        | Deutschland                                 | Walldorf               | Nabil Zitouni                                                      | 2015                |           | LC 50611  | Website            | | |
| Edition Wandelweiser               | Deutschland                                 |                        | Antoine Beuger und Burkhard Schlothauer                            | 1992                |           |           |                    | | |
| Eenie Meenie Records               | Vereinigte Staaten                          |                        |                                                                    | 1999                |           |           |                    | | |
| Eerie Materials                    | Vereinigte Staaten                          | San Francisco          | Troy Fiscella, Tristana Fiscella und weitere                       | Anfang 1990er Jahre |           |           |                    | | |
| EFM Records                        | Vereinigte Staaten                          | Hollywood              | Dito Godwin                                                        | 2008                |           |           |                    | | |
| EGREM                              | Kuba                                        |                        |                                                                    | 1964                |           |           |                    | | |
| Eibon Records                      | Italien                                     | Mailand                | Mauro Berchi                                                       | 1996                |           |           | Website            | Aural Music | |
| Eigelstein (Label)                 | Deutschland                                 |                        | Wolfgang Hamm                                                      | 1979                | 1988      |           |                    | | |
| Eimsbush                           | Deutschland                                 |                        | Jan Eißfeldt                                                       | 1997                | 2003      | LC 10473  |                    | | |
| Einheit Produktionen               | Deutschland                                 |                        | Olaf Firmer                                                        | 2004                |           |           |                    | | |
| Einmusika Recordings               | Deutschland                                 | Berlin                 | Samuel Kindermann                                                  |                     |           |           |                    | | |
| Eisenberg                          | Deutschland                                 | Köln                   | Carlos Perón                                                       | 1988                |           | LC 06551  |                    | | |
| Eisenwald Tonschmiede              | Deutschland                                 | Eisenach               | Nico Meyer                                                         | 2005                |           |           | Website            | | |
| Ektro Records                      | Finnland                                    | Pori                   | Jussi Lehtisalo                                                    |                     |           |           |                    | | |
| El Cartel Records                  | Puerto Rico                                 | San Juan (Puerto Rico) | Cristian Martinez Ruiz, El sangre fría                             | 1997                |           |           |                    | | |
| El Negocito Records                | Belgien                                     | Gent                   |                                                                    | 2009                |           |           | Website            | | |
| El Puerto Records                  | Deutschland                                 | Gerstetten             | Bernd Stelzer und Torsten Ihlenfeld                                | 2014                |           |           |                    | | |
| El Tatu                            | Portugal                                    |                        | Tim                                                                | 1989                |           |           |                    | | |
| Élan Recordings                    | Vereinigte Staaten                          | Riverdale (Maryland)   | Santiago Rodriguez und Natalia Rodriguez                           | 1985                |           |           |                    | | |
| Electrecord                        | Rumänien                                    | Bukarest               | Cristina Andreescu                                                 | 1932                |           |           | Website            | | |
| Electric Honey                     | Vereinigtes Königreich                      | Glasgow                | Stow College                                                       | 1992                |           |           |                    | Glasgow Kelvin College | |
| Electric Kingdom                   | Deutschland                                 |                        |                                                                    | Ende 1990er Jahre   |           |           |                    | Low Spirit | |
| Electrola                          | Deutschland                                 |                        | Gramophone Company                                                 | 1925                |           | LC 00193  |                    | Universal Music Group (seit 2013) | |
| Elefant Records                    | Spanien                                     | Las Rozas de Madrid    | Luis Calvo                                                         | 1989                |           |           |                    | | |
| Elefant Traks                      | Australien                                  | Sydney                 | Kenny Sabir                                                        | 1998                |           |           |                    | | |
| Elektra Records                    | Vereinigte Staaten                          |                        | Jac Holzman und Paul Rickholt                                      | 1950                |           |           |                    | Warner Music Group | |
| Elektra/Musician                   | Vereinigte Staaten                          |                        | Bruce Lundvall                                                     | 1982                |           |           |                    | Elektra Records | |
| Elektro Music Department           | Deutschland                                 | Berlin                 | Klaus Kotai, Mo Loschelder und Daniel Pflumm                       | 1995                |           |           |                    | | |
| Elektrolux                         | Deutschland                                 |                        | Alex Azary                                                         | 1995                |           | LC 01175  |                    | General Electronic Music GmbH | |
| Element 9                          | Vereinigte Staaten                          | Cleveland, Ohio        | Stu Pflaum                                                         | 2005                |           |           |                    | Fontana | |
| Elenco                             | Brasilien                                   |                        | Aloysio de Oliveira                                                | 1963                |           |           |                    | | |
| Elephant Stone Records             | Vereinigte Staaten                          | Los Angeles            | Ben Szporluk (Ben Vendetta) und Arabella Proffer (Bella Vendetta)  | 2002                |           |           |                    | | |
| Elevator Bath                      | Vereinigte Staaten                          | Austin                 | Colin Andrew Sheffield                                             | 1998                |           |           | Bandcamp           | | |
| eleveneleven                       | Vereinigte Staaten                          |                        | Mike Hamlin und Ellen DeGeneres                                    | 2010                |           |           |                    | | |
| Eleven Seven Music                 | Vereinigte Staaten                          | New York City          | Allen Kovac                                                        | 2006                |           |           |                    | Eleven Seven Music Group | |
| Eleven: A Music Company            | Australien                                  |                        | John Watson                                                        | 2000                |           |           |                    | | |
| Ellahy Amen Records                | Vereinigte Staaten                          | Austin                 | Leila Bela                                                         | 2002                |           |           |                    | | |
| Elypsia Records                    | Belgien                                     | Brüssel                | Gregory Lacour                                                     | 1995                |           |           |                    | | |
| Em:t Records                       | Vereinigtes Königreich                      | Nottingham             |                                                                    | 1994                |           |           |                    | t:me Recordings | |
| Emanem Records                     | Vereinigtes Königreich                      | London                 | Martin Davidson und Madelaine Davidson                             | 1974                |           |           |                    | | |
| EmArcy Records                     | Vereinigte Staaten                          |                        | Bob Shad und Irving Green                                          | 1954                |           |           |                    | Mercury Records | |
| Embassy Records                    | Vereinigtes Königreich                      | London                 | David Morris Levy und Jacques Levy                                 | 1980                |           |           |                    | CBS Records | |
| Embryo Records                     | Vereinigte Staaten                          |                        | Herbie Mann                                                        | 1969                | 1971      |           |                    | | |
| Emerald Moon Records               | Vereinigte Staaten                          | Baltimore              | Matt Boylan                                                        | 2004                |           |           |                    | | |
| Emerald Music                      | Vereinigtes Königreich                      | Co Antrim              | Mervyn Solomon                                                     | 1964                |           |           |                    | | |
| Emerald Records (1966)             | Vereinigte Staaten                          |                        | Barney Kessel                                                      |                     |           |           |                    | | |
| Emerald Records (2000s)            | Vereinigte Staaten                          | Fort Wayne             | Cliff Ayers Ostermyer                                              |                     |           |           |                    | | |
| Emergency Broadcast System Records | Vereinigtes Königreich                      |                        | Hawkwind and Doug Smith                                            | Anfang 1990er Jahre | Erloschen |           |                    | | |
| Emergency Records                  | Vereinigte Staaten                          |                        |                                                                    | 1979                | 1989      |           |                    | | |
| Emerson Records                    | Vereinigte Staaten                          |                        | Victor H. Emerson                                                  | 1916                | 1928      |           |                    | | |
| Emetic Records                     | Vereinigte Staaten                          | Flint                  |                                                                    | 1994                | 2012      |           |                    | | |
| EMI                                | Vereinigtes Königreich                      |                        |                                                                    | 1931                | 2011      |           |                    | | Die Firma wurde im März 1931 als Electric and Musical Industries Ltd als Zusammenschluss von UK Columbia Records und Gramophone Company/HMV gegründet. 2011 wurde es in großen Teilen von der Universal Music Group übernommen und seitdem größtenteils zerschlagen.           |
| EMI America Records                | Vereinigte Staaten                          |                        |                                                                    | 1978                |           |           |                    | EMI Group | |
| EMI-Capitol Special Markets        | Vereinigtes Königreich                      |                        |                                                                    |                     | Erloschen |           |                    | EMI Group | |
| EMI Christian Music Group          | Vereinigte Staaten                          |                        |                                                                    | 1992                |           |           |                    | | Wurde 1992 von EMI gekauft und hieß vorher Sparrow Records |
| EMI Classics                       | Vereinigtes Königreich                      |                        |                                                                    |                     |           |           |                    | EMI Group | Wurde 2013 an die Warner Music Group veräußert |
| EMI Group                          | Vereinigtes Königreich                      |                        |                                                                    | 1931                | 2011      |           |                    | | Die Firma wurde im März 1931 als Electric and Musical Industries Ltd als Zusammenschluss von UK Columbia Records und Gramophone Company/HMV gegründet. 2011 wurde es in großen Teilen von der Universal Music Group übernommen und seitdem größtenteils zerschlagen.           |
| EMI Hemisphere                     | Vereinigtes Königreich                      |                        | Carl Lindström                                                     | 1993                |           |           |                    | EMI Group | |
| EMI Latin                          | Vereinigte Staaten                          | Los Angeles            | Jose Behar                                                         | 1989                | 2009      |           |                    | Universal Music Group (2012–heute) EMI (1989–2012)                                                                                                 | |
| Emperor Entertainment Group        | Hongkong                                    |                        | Albert Yeung                                                       | 1942                |           |           |                    | | |
| Emperor Jones                      | Vereinigte Staaten                          | Austin                 | Craig Stewart                                                      | 1995                |           |           |                    | | |
| Emperor Norton Records             | Vereinigte Staaten                          | Los Angeles            |                                                                    |                     |           |           |                    | | |
| Empire Mates Entertainment         | Vereinigte Staaten                          |                        | Banky W                                                            | 2002                |           |           |                    | | |
| empreintes DIGITALes               | Kanada                                      | Montreal               |                                                                    | 1990                |           |           |                    | | |
| Encora                             | Deutschland                                 |                        |                                                                    | 2005                |           | LC 15244  |                    | | |
| End All Life Productions           | Frankreich                                  |                        |                                                                    | 1999                |           |           |                    | | |
| End Hits Records                   | Deutschland                                 | Berlin                 | Oise Ronsberger                                                    | 2013                |           | LC 30127  | Website            | | |
| End Records                        | Vereinigte Staaten                          |                        | George Goldner                                                     | 1957                | Erloschen |           |                    | | |
| Endearing Records                  | Kanada                                      | Vancouver              | Blair Purda                                                        | 1994                |           |           |                    | | |
| Endless Winter                     | Russland                                    | Taganrog               |                                                                    | 2009                |           |           |                    | | |
| Endtime Productions                | Schweden                                    |                        | Samuel Durling                                                     |                     |           |           |                    | | |
| Energie für Alle                   | Deutschland                                 |                        |                                                                    | 1982                | 2004      |           |                    | | |
| Energy Rekords                     | Schweden                                    |                        | Håkan Ehrnst                                                       | 1990                |           |           |                    | | |
| Enigma Records                     | Vereinigte Staaten                          | Torrance               | William und Wesley Hein                                            | 1980                | 1991      |           |                    | | |
| Enja                               | Deutschland                                 |                        | Matthias Winckelmann und Horst Weber                               | 1971                |           |           |                    | | |
| Enjoy Records                      | Vereinigte Staaten                          |                        | Bobby Robinson                                                     | 1962                | 1987      |           |                    | | |
| Ensemble Medusa                    | Vereinigte Staaten                          |                        |                                                                    | 2001                |           |           |                    | | |
| Ensign Records                     | Vereinigtes Königreich                      |                        | Nigel Grainge                                                      | 1976                |           |           |                    | Chrysalis Records (1984–1991) EMI (1991–2012) Parlophone Label Group (2012–2013) Warner Music Group (2013–2016) Blue Raincoat Music (2016–present) | |
| Enterprise Records                 | Vereinigte Staaten                          | Memphis                | Jim Stewart und Estelle Axton                                      | 1957                |           |           |                    | Concord Music Group | |
| Entertainment One Music            | Vereinigte Staaten                          |                        | Michael Koch                                                       | 1987                |           |           |                    | Entertainment One | |
| Entr'acte                          | Belgien                                     | Antwerpen              | Jacques Beloeil, Julian Doyle, Allon Kaye                          | 1999                |           |           | www.entracte.co.uk | | |
| Entr'acte Recording Society        | Vereinigte Staaten                          | Chicago                | John Steven Lasher                                                 | 1974                |           |           |                    | | |
| Enzyme Records                     | Niederlande                                 |                        | Patrick van Kerckhoven                                             | 2001                |           |           |                    | | |
| Enzyme X                           | Niederlande                                 |                        |                                                                    |                     |           |           |                    | Enzyme Records | |
| EOne Music                         | Vereinigte Staaten                          |                        | Michael Koch                                                       | 1987                |           |           |                    | Entertainment One | Das Label wurde 1987 von Michael Koch als Koch Records (auch KOCH Records geschrieben) gegründet. Seit 2005 ist es ein Tochterunternehmen des kanadischen Medienunternehmens Entertainment One.                                                                                |
| Epic Records                       | Vereinigte Staaten                          |                        | CBS                                                                | 1953                |           |           |                    | Sony Music Entertainment | |
| Epidemic Records                   | Vereinigte Staaten                          | North Miami            | Marcello "Cool" Antonio Valenzano und Andre "Dre" Christopher Lyon | 2001                |           |           |                    | | |
| Epitaph Records                    | Vereinigte Staaten                          |                        | Brett Gurewitz                                                     | 1981                |           |           |                    | | |
| Epitonic Records                   |                                             |                        |                                                                    |                     |           |           |                    | | |
| Equal Vision Records               | Vereinigte Staaten                          |                        | Ray Cappo                                                          | 1990                |           |           |                    | | |
| Equator Records (Canada)           | Kanada                                      |                        |                                                                    |                     |           |           |                    | | |
| Equator Records (Kenya)            | Kenia                                       |                        |                                                                    |                     |           |           |                    | | |
| Equity Music Group                 | Vereinigte Staaten                          | Nashville              | Clint Black                                                        | 2003                |           |           |                    | | |
| Era Records                        | Vereinigte Staaten                          |                        | Herb Newman und Lou Bedell                                         | 1955                | 1970      |           |                    | | |
| Erased Tapes Records               | Vereinigtes Königreich                      |                        | Robert Raths                                                       | 2007                |           |           |                    | | |
| Erato Records                      | Frankreich                                  |                        | Philippe Loury                                                     | 1953                |           |           |                    | Warner Music Group | |
| ERF-Verlag                         | Deutschland                                 |                        |                                                                    |                     |           | LC 06314  |                    | Evangeliums-Rundfunk | |
| Eric Records                       | Vereinigte Staaten                          |                        | Bill Buster                                                        | 1968                | 1996      |           |                    | | |
| Eroica Classical Recordings        | Vereinigte Staaten                          | Carpinteria            |                                                                    |                     |           |           |                    | | |
| Ersatz Audio                       | Vereinigte Staaten                          | Detroit                | Adam Lee Miller und Nicola Kuperus                                 |                     |           |           |                    | | |
| Ersguterjunge                      | Deutschland                                 |                        | Bushido und D-Bo                                                   | 2004                |           |           |                    | | |
| Erstwhile Records                  | Vereinigte Staaten                          |                        | Jon Abbey                                                          | 1999                |           |           |                    | | |
| ESL Music                          | Vereinigte Staaten                          | Washington, D.C.       | Rob Garza und Eric Hilton                                          | 1996                |           |           |                    | | |
| ESP-Disk                           | Vereinigte Staaten                          |                        | Bernard Stollman                                                   | 1964                |           |           |                    | | |
| Esquimaux Management               | Island                                      |                        | Hilmar Örn Hilmarsson und Gunnar Ruðni Agnarsson                   | 1981                |           |           |                    | | |
| Esquire Records                    | Vereinigte Staaten                          |                        | Carlo Krahmer und Peter Newbrook                                   | 1947                |           |           |                    | | |
| Esquire Records (UK)               | Vereinigtes Königreich                      |                        |                                                                    |                     |           |           |                    | | |
| Essay Recordings                   | Deutschland                                 | Frankfurt              | Stefan Hantel und Daniel Haaksman                                  | 1995                |           | LC 13406  |                    | | |
| Essential Records (Christian)      | Vereinigte Staaten                          | Franklin (Tennessee)   | Robert Beeson                                                      | 1992                |           |           |                    | Website | |
| Essential Records (London)         | Vereinigtes Königreich                      |                        |                                                                    |                     |           |           |                    | | |
| Essex Records                      | Vereinigte Staaten                          | Philadelphia           | David Miller                                                       | 1951                | 1956      |           |                    | | |
| Estonian Record Productions        | Estland                                     |                        | Peeter Vähi und Tiina Jokinen                                      | 2001                |           |           |                    | | |
| Estrus Records                     | Vereinigte Staaten                          | Bellingham             | Dave Crider                                                        | 1990                |           |           |                    | | |
| Esurient Communications            | Vereinigtes Königreich                      |                        | Kevin Pearce                                                       | 1980er Jahre        | 1991      |           |                    | | |
| Etage Records                      | Deutschland                                 | Bayreuth               |                                                                    | 1991                | 1997      |           |                    | | Die Plattenfirma Etage Records wurde im Mai 1991 gegründet und diente vor allem als Auffangbecken für Bands, die mit der Veröffentlichungspolitik des Danse-Macabre-Labels zunehmend unzufrieden waren.                                                                        |
| Eterna (Plattenlabel)              | Deutsche Demokratische Republik Deutschland |                        | Ernst Busch                                                        | 1947                |           |           |                    | VEB Deutsche Schallplatten Berlin | Das Label wurde von der Lied der Zeit Schallplatten-Gesellschaft mbH gegründet, die 1947 als Unternehmen des Sängers Ernst Busch entstand. Aus dieser Gesellschaft wurde nach der Enteignung von Ernst Busch 1953 der volkseigene Betrieb VEB Deutsche Schallplatten gebildet. |
| Eternal Records                    | Vereinigtes Königreich                      |                        |                                                                    | Anfang 1980er Jahre |           |           |                    | Warner Bros. Records | |
| Eulogy Recordings                  | Vereinigte Staaten                          |                        | John Wylie                                                         | 1997                |           |           |                    | | |
| Euphonic records                   | Deutschland                                 |                        | Ralph Kyau & Steven Moebius Albert                                 | 1997                |           |           |                    | | |
| EuroArts                           | Deutschland                                 |                        | Bernd Hellthaler                                                   |                     |           |           |                    | | |
| Europa (Label)                     | Deutschland                                 | München                |                                                                    | 1965                |           | LC 00967  |                    | Miller International Schallplatten GmbH | |
| Europa Family Music                | Deutschland                                 |                        |                                                                    | 2012                |           |           |                    | Sony Music bzw. Europa | |
| Ever Reviled Records               | Vereinigte Staaten                          |                        | Darren Deicide                                                     | 1998                |           |           |                    | | |
| Everest Records                    | Vereinigte Staaten                          |                        | Harry Belock                                                       | 1958                |           |           |                    | | |
| Everloving Records                 | Vereinigte Staaten                          |                        |                                                                    | 2003                |           |           |                    | | |
| Evoke Records                      | Kanada                                      | Montreal               |                                                                    | 1995                |           |           |                    | A & A Productions | |
| Excel Records                      | Vereinigte Staaten                          |                        | Kenneth Gamble und Leon Huff                                       | 1965                |           |           |                    | | |
| Excello Records                    | Vereinigte Staaten                          | Nashville              | Ernie Young                                                        | 1953                |           |           |                    | Nashboro | |
| Excelsior Recordings               | Niederlande                                 | Amsterdam              | Ferry Roseboom und Frans Hagenaars                                 | 1996                |           |           |                    | | |
| Exceptional Records                | Vereinigtes Königreich                      | London                 |                                                                    | 1999                |           |           |                    | | |
| Exclusive Records                  | Vereinigte Staaten                          |                        | Leon René und Otis René                                            | 1944                | 1949      |           |                    | | |
| Exercise1 Recordings               | Vereinigtes Königreich                      | London                 | Luke Stidson, John Kelly und Tom Madders                           | 2005                |           |           |                    | | |
| Exile on Mainstream Records        | Deutschland                                 |                        | Andreas „Kanzler“ Kohl                                             | 1999                |           | LC 12311  |                    | | |
| Exit Records                       | Vereinigte Staaten                          | Sacramento             | Mary Neely                                                         | 1982                | 1987      |           |                    | | |
| Exodus Records                     | Vereinigte Staaten                          |                        |                                                                    | 1966                | Erloschen |           |                    | Vee-Jay Records | |
| Exploding in Sound                 | Vereinigte Staaten                          | New York City          | Dan Goldin Dave Spak                                               | 2011                |           |           |                    | | |
| Extasy Records                     | Japan                                       | Tokio                  | Yoshiki Hayashi                                                    | 1986                |           |           |                    | | |
| Extensive Music                    | Schweden                                    | Stockholm              |                                                                    | 1993                |           |           |                    | | |
| Extraplatte                        | Österreich                                  |                        | Musikern um den Wiener Folkclub Atlantis                           | 1977                | 2013      | LC 08202  |                    | | |
| Extreme Records                    | Australien                                  |                        | Ulex Xane                                                          |                     |           |           |                    | | |
| Eye Of The Storm Records           | Vereinigte Staaten                          | Chicago                | Brandon "Raven" Davis                                              | 2003                |           |           |                    | | |
| Eye Q Records                      | Deutschland                                 |                        | Sven Väth, Matthias Hoffmann, Heinz Roth                           | 1992                | 1997      |           |                    | | |
| Eyeball Records                    | Vereinigte Staaten                          |                        | Alex Saavedra                                                      | 1995                | 2012      |           |                    | | |